# 間柱
間柱（まばしら）は、木造、軽量鉄骨建築物の柱間に入れる部材。
通常の柱は断面が正方形だが、間柱は断面が長方形となる。木材の間柱は普通、木口30mm×106mm長さ3mの杉材として売られていることが多い。
通常の柱は建物の構造を支えるために用いるが、間柱は単に壁を取り付けるのに用いる。木造の場合、真壁・大壁用の石膏ボード、合板、ベニヤ板などが張られる。伝統工法の土壁には用いられない。
柱間に40～50cm程度の間隔で配置、固定される。
この他に電気設備のコンセント、スイッチ用ボックスの取り付け下地にも間接的に利用される。